# Kadherin-2
A kadherin-2, más néven idegkadherin (N-kadherin) a CDH2 gén által kódolt fehérje. Nevezik differenciációs csoport 325-nek (CD325) is. A kadherin-2 több szövetben is expresszált, a sejtadhéziót mediáló transzmembrán fehérje. A szívizomban a kadherin-2 fontos az adherens kapcsolatokban az Eberth-vonalakban, melyek a szomszédos kardiomiocitákat kötik össze mechanikailag és elektromosan. Expressziójának és integritásának megváltozása jelentkezik számos betegség, például a humán dilatatív kardiomiopátia esetén is. Változatai is tünetes idegfejlődési rendellenességeket okoznak.

## Szerkezete
A kadherin-2 99,7 kDa-os, 906 aminosavból álló fehérje. A kadherin szupercsaládba tartozó kadherin-2 klasszikus kadherin, 5 sejten kívüli kadherinismétlődésből, egy transzmembrán doménből és egy erősen állandósult citoplazmatikus farokból áll. A kadherin-2 más kadherinekhez hasonlóan a szomszédos sejt kadherin-2-jével antipárhuzamosan kölcsönhat, lineáris, adhezív „cipzárat” létrehozva a sejtek közt.

## Funkció
A kadherin-2, idegi funkciója miatt eredeti nevén idegkadherin fontos a neuronokban, és később kiderült, hogy fontos a szívizomban és a rákáttétképzésben. A kadherin-2 transzmembrán, homofil glikoprotein a kalciumdependens sejtadhéziós molekulák családjából. Ezek ektodoménjei mediálják a szomszédos sejtek közti homofil kölcsönhatásokat, a C-terminális citoplazmatikus farkak mediálják az aktin sejtvázzal kölcsönható kateninek kötését.

### A fejlődésben
A kadherin-2 a fejlődésben kalciumdependens sejtadhéziós glikoprotein szerepe miatt fontos. A gasztruláció alatt aktív, és szükséges a bal-jobb aszimmetria kialakításához.
A kadherin-2-t az embrió implantációja utánexpresszálja, legnagyobb mennyiségben a mezodermában, ahol ez felnőttkorig folytatódik. A kadherin-2 mutációja a fejlődés során leginkább a szív sejtadhéziójában hat, ekkor a szívizomsejtek disszociálnak, a szívcsőfejlődés hibás. A kadherin-2 a gerincesszívben fontos az epitél sejtek trabecularis és kompakt myocardialis sejtekké válásában. Egy további tanulmány kimutatta, hogy a domináns negatív kadherin-2-mutánst expresszáló miociták jelentős eltéréseket mutattak eloszlásukban és endocardium felé való vándorlásukban, rendellenes trabeculakeletkezést okozva a myocardiumban.

### A szívizomban
A szívizomban a kadherin-2 az Eberth-vonalaknál található, melyek a szomszédos kardiomiociták kapcsolatát könnyítő sejtközi kapcsolatokat biztosítanak. Ezekben háromféle kapcsolat van, ezek az adherens kapcsolat, a dezmoszóma és a réskapcsolat; a kadherin-2 az adherens kapcsolatok fontos, a sejtadhéziót és az erőátvitelt a szarkolemmán át lehetővé tevő része. A kateninekkel komplexet alkotó kadherin-2 az Eberth-vonalak funkciójának fő szabályzója. A kadherin-2 a sejtkapcsolatoknál a réskapcsolat megjelenése előtt jelenik meg, és fontos a normál miofibrillogenezishez. Az ektodomén nagymértékű deléciójával rendelkező kadherin-2 expressziója gátolja az felnőtt ventricularis szívizomsejtek endogén kadherin-2-jét, a szomszédos sejtekben megszűnt a sejtkontaktus és a réskapcsolat is.
Transzgenezist használó egérmodellekkel meghatározták az N-kadherin funkcióját a szívizomban. A megváltozott N- vagy E-kadherint expresszáló egerek feltehetően az Eberth-vonalak hibás funkciója miatt dilatatív kardiomiopátiás fenotípusúak. Ezt igazolta, hogy az N-kadherin-abláció szívspecifikus tamoxifeninducibilis Cre N-kadherin-transzgénnel hibás Eberth-vonalakat, dilatatív kardiomiopátiát, hibás szívfunkciót, rövidebb szarkomert, vastagabb Z-vonalat, kisebb konnexin-43-szintet és izomtensio-csökkenést okozott. A transzgénexpresszió után 2 hónappal az egerek általában spontán ventricularis tachikardia miatt meghaltak. Az N-kadherin-knockoutok további elemzése kimutatta, hogy az aritmia az ioncsatorna-átrendeződés és a Kv1.5 csatorna hibás funkciója miatt gyakori. Ezek hosszú akciós potenciált, a befelé rektifikáló káliumcsatorna kisebb sűrűségét és kisebb Kv1.5-, KCNE2- és kortaktinexpressziót, továbbá a szarkolemmánál hibás aktin sejtvázat mutattak.

### Neuronokban
A neuronokban egyes központi idegrendszeri kémiai szinapszisokban a preszinaptikus-posztszinaptikus adhéziót legalább részben mediálja a kadherin-22. Az N-kadherinek a kateninekkel kölcsönhatnak, fontos szerepet játszva a tanulásban és a memóriában. Az N-kadherin hiánya ezenkívül figyelemhiányos hiperaktivitást és romló szinapszisműködést okoz emberben.

### Rákáttétképzésben
A kadherin-2 gyakori a ráksejtekben, és a transzendotél migrációhoz ad mechanizmust. Ha egy ráksejt egy ér endotél sejtjéhez kötődik, az erősíti az src-kináz-utat, mely a kadherin-2-höz és a CDH1-hez kötött β-katenineket foszforilál. Ez a két szomszédos endotél sejt közti kapcsolat gyengülését okozza, lehetővé téve a ráksejt átjutását.

## Klinikai jelentőség
A CDH2-variánsok idegfejlődési rendellenességet okoznak, melyet tünetei a kérgestestben, az axonokban, a szívben, a szemben és a nemi szervekben jelentkeznek.
Egy, az obszesszív-kompulzív zavar és a Tourette-szindróma genetikai okait vizsgáló tanulmány szerint míg a CDH2-variánsok önmagukban valószínűleg nem betegségokozók, a hasonló sejtadhéziós gének közt vizsgálva kockázatosak lehetnek. Ennek egyértelmű eldöntéséhez további, több emberrel folytatott vizsgálatok szükségesek.
A humán dilatatív kardiomiopátiában kimutatták, hogy a kadherin-2-expresszió nagyobb és rendezetlen, így feltehetően a kadherin-2 szívbetegségekben való rendezetlensége okozhatja az átalakulást.

## Kölcsönhatások
A kadherin-2 az alábbi fehérjékkel kölcsönhat:
- β-katenin,[31][32]
- CDH11,[31]
- IIb típusú RPTP-k, például PTPμ (CTNND1),[31][32]
- CTNNA1,[31][32]
- LRRC7,[33]
- PTPRM)[34][35]
- PTPρ (PTPRT),[36] and
- Plakoglobin.[31][37]
- XIRP1[38]
- SCARB2[39]

## Fordítás
Ez a szócikk részben vagy egészben  a   Cadherin-2 című angol Wikipédia-szócikk ezen változatának fordításán alapul.  Az eredeti cikk szerkesztőit annak laptörténete sorolja fel. Ez a jelzés csupán a megfogalmazás eredetét és a szerzői jogokat jelzi, nem szolgál a cikkben szereplő információk forrásmegjelöléseként.